# Distrito de Faridabade
O distrito de Faridabade é um dos 22 distritos do estado indiano de Harianá, com a cidade de Faridabade sendo a sede do distrito. A estrada nacional Delhi-Mathura 2 (Shershah Suri Marg) passa pelo centro do distrito, que ocupa uma área de 741 quilômetros quadrados (286 sq mi). A partir do censo da Índia de 2011, tinha uma população de 1.809.733. O governo de Harianá criou uma nova divisão de Faridabade que cobriria os distritos - Faridabade, Nuh e Palwal.
A partir de 2011, foi o segundo distrito mais populoso de Harianá, depois do distrito de Gurugram.

## Economia
Faridabade era antigamente a principal cidade industrial de Harianá e uma escolha popular para a criação de indústrias devido à sua localização na Estrada Delhi-Mathura. No entanto, o surgimento de Gurgaon como uma potência para o desenvolvimento industrial no estado levou ao seu declínio. A cidade é conhecida por sua produção no setor, enquanto tratores, motocicletas, engrenagens, refrigeradores, calçados e pneus são outros produtos fabricados na cidade.

## Demografia
De acordo com o censo de 2011, o distrito de Faridabade tem uma população de 1.809.733. Isto a posiciona em 266 no ranking na Índia (de um total de 640).
O distrito tem uma densidade populacional de 2.442 habitantes por quilômetro quadrado (6.320 / sq mi). Sua taxa de crescimento populacional na década de 2001 a 2011 foi de 31,75%. Faridabade tem uma proporção entre os sexos de 871 mulheres para cada 1.000 homens, e uma taxa de alfabetização de 83%.